# Rillen
Rillen är en folkdans beskriven i "gröna boken", och är en schottisvariant från Delsbotrakten. Dansen förekom på flera andra håll i landet under olika namn, bland annat i Skåne benämnd reländaren, raibläggaren; i Toarpstrakten av Västergötland kallades den rellen. Dansen beskrivs som liknande andra turen i dansen Schottisch som Folkdanslaget Philochoros, Uppsala, dansade. Övriga turer i Schottisch ska de ha meddelats från Värmland under slutet av 1880-talet.